# Lynx de Toronto
Maillots
Les Lynx de Toronto ou, en anglais Toronto Lynx Soccer Club , sont un club semi-professionnel de soccer basé à Toronto au Canada (dans la province de l'Ontario).
Le club aligne plusieurs équipes dont une équipe masculine dans la Premier Development League, le 4e niveau dans la pyramide nord-américaine. 
Depuis la saison 2005, une équipe féminine, le Toronto Lady Lynx, évolue pour sa part en W-League (le championnat féminin de la USL) premier niveau du soccer féminin au Canada. De plus, le club possède les Toronto Lynx Jrs.  qui sont 4 équipes de garçons et 3 équipes de filles qui évoluent dans la USL Super-20 et dans la Y-League, deux ligues de développement pour les jeunes. 
Les matchs à domicile des différentes équipes du club des Lynx sont au  Centennial Park Stadium à Etobicoke, en banlieue de la ville de Toronto. Les couleurs sont en blanc, or et noir. 

## Historique
- 1996 : création du Toronto Lynx qui rejoint le championnat de A-League (l'ancien nom de la 1re division de la United Soccer Leagues)
- 1997 : l'équipe joue son 1er match le 12 avril à Jacksonville, en Floride
- 2005 : création du Toronto  lady Lynx qui rejoint le championnat de la W-League.
- 2006 : le 10 octobre, les dirigeants du club annoncent leur décision de jouer en Premier Development League à partir de 2007. Cela à cause de l'arrivée d'une nouvelle équipe professionnelle, le Toronto FC en Major League Soccer.

## Parcours de l'équipe masculine des Lynx
| Année | Niveau dans la pyramide | Ligue              | Saisons régulières                   | Séries éliminatoires             | Coupe Voyageurs | Coupe Open Canada |
| ----- | ----------------------- | ------------------ | ------------------------------------ | -------------------------------- | --------------- | ----------------- |
| 1997  | 2                       | USISL A-League     | Termine 4e                           | Perd en semi-finales de Division | Non qualifié    | ne participe pas  |
| 1998  | 2                       | USISL A-League     | Termine 6e                           | Non qualifié                     | Non qualifié    | ne participe pas  |
| 1999  | 2                       | A-League           | Termine 7e                           | Non qualifié                     | Non qualifié    | ne participe pas  |
| 2000  | 2                       | A-League           | Termine 3e                           | Perd en finale de Conférence     | Non qualifié    | ne participe pas  |
| 2001  | 2                       | A-League           | Termine 7e                           | non qualifié                     | Non qualifié    | ne participe pas  |
| 2002  | 2                       | A-League           | Termine 3e                           | Non qualifié                     | Termine 2e      | ne participe pas  |
| 2003  | 2                       | A-League           | Termine 5e                           | non qualifié                     | Termine 2e      | ne participe pas  |
| 2004  | 2                       | A-League           | Termine 7e                           | non qualifié                     | termine 2e      | ne participe pas  |
| 2005  | 2                       | USL First Division | termine 12e                          | non qualifié                     | termine 3e      | ne participe pas  |
| 2006  | 2                       | USL First Division | Termine 10e                          | non qualifié                     | Termine 2e      | Termine 2e        |
| 2007  | 4                       | USL PDL            | Termine 4e, division Grands lacs     | Non qualifié                     | Non qualifié    | ne participe pas  |
| 2008  | 4                       | USL PDL            | Termine 3e, Division des Grands Lacs | Éliminé en ronde de Division     | non qualifié    | non qualifié      |
| 2009  | 4                       | USL PDL            | Termine 9e Division des Grands Lacs  | Non qualifié                     | Non qualifié    | Non quaifié       |
| 2010  | 4                       | USL PDL            | Termine 7e division des Grands Lacs  | Non qualifié                     | Non qualifié    | Non qualifié      |
| 2011  | 4                       | USL PDL            |                                      |                                  |                 |                   |

### Équipe technique 2011
- Duncan Wilde  directeur de l'Academie et du developpement des jeunes
- Billy Steele Entraineur-chef
- Glen McNamara  Entraîneur des gardiens
- Dr.  Robert Gringmuth  Coordinateur du conditionnement physique
- Dr.  Frank Markus  Medecin du club

## Parcours des Lady Lynx en W-League
| Année | Ligue        | Conférence             | Division                 | Saisons régulières | Séries éliminatoires                  |
| ----- | ------------ | ---------------------- | ------------------------ | ------------------ | ------------------------------------- |
| 2005  | USL W-League | Conférence du nord-est | Division du nord         | Termine 2e         | Finaliste du Championnat de l'est     |
| 2006  | USL W-League | Conférence du nord-est | Division du nord         | Termine 2e         | Perd en demi-finales de l'est         |
| 2007  | USL W-League | Conférence du nord-est | Division du nord         | Termine 2e         | Perd en demi-finales de l'est         |
| 2008  | USL W-League | Conférence centrale    | Division du nord         | Termine 2e         | Éliminé dans le premier ronde         |
| 2009  | USL W-League | Conférence centrale    | Division des Grands Lacs | Termine 4e         | Non qualifié pour les séries          |
| 2010  | USL W-League | Conférence centrale    | Division des Grands Lacs | Termine 2e         | Perd en demi-finales de conférence    |
| 2011  | USL W-League | Conférence centrale    | Division des Grands Lacs | Termine 4e         | Perd en demi-finales de conférence,   |
| 2012  | USL W-League | Conférence centrale    | Division Centrale        | Termine 4e         | Éliminée en demi-finale de conférence |

## Distinction individuelle
En 2012, la défenseure Alyscha Motterhead  et l'attaquante Kinley McNicoll sont élues sur l'équipe d'étoiles de la W-League